# 384

## Narození
- 9. září – Honorius, západořímský císař († 15. srpna 423)

## Úmrtí
- 11. prosince – Svatý Damasus I., papež (* 304 ?)

## Hlavy států
- Papež – Damasus I. (366–384) » Siricius (384–399)
- Římská říše – Theodosius I. (východ) (379–395), Valentinianus II. (západ) (375–392)
- Perská říše – Šápúr III. (383–388)